# フリーフォール

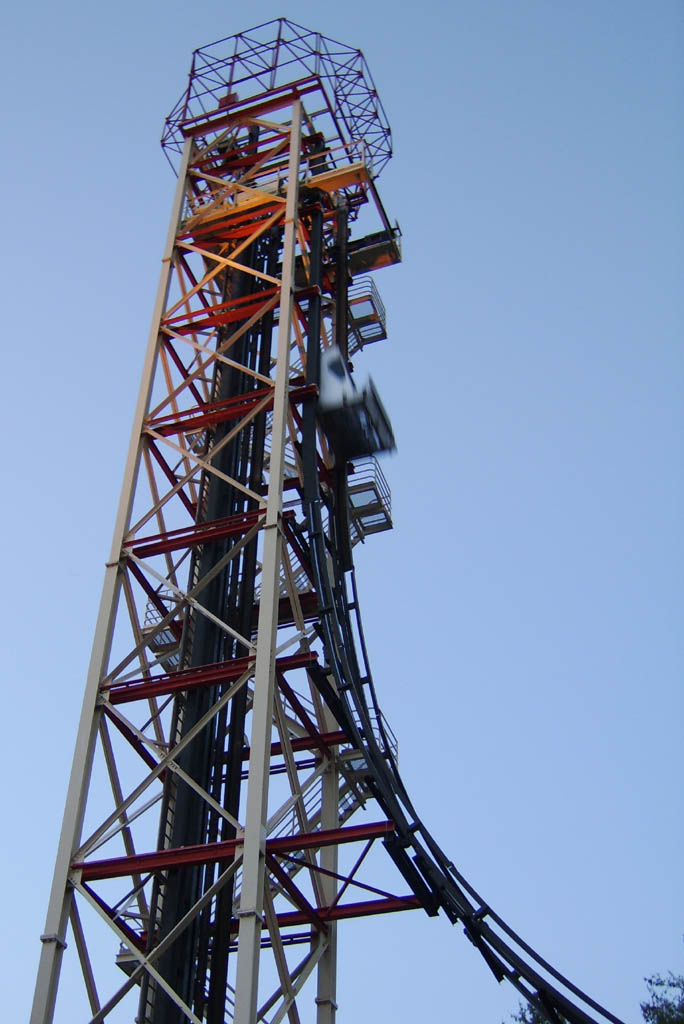
シックス・フラッグス・オーバー・ジョージアのフリーフォール。既に撤去済。

フリーフォール(Freefall)は、スイスのGiovanola社が開発した、遊園地に設置されているアトラクションの一種で、同じくスイスのインタミンによって全世界に販売された。いわゆる絶叫マシンの中で垂直に落下するというのが特徴である。第一世代と第二世代があり、第一世代はリフトタワーの基部に角度のついた支柱があることで識別することができる。第二世代では、タワーの構造がより合理化された。1990年代にドロップ・タワーが開発されるまでは主な遊園地やテーマパークにほぼ設置されていたが、その後はドロップタワーなどと入換が行われ見かけなくなってきている。なお、身長42インチ（107cm）未満の乗客は利用できない。

## 概要
第一世代のフリーフォールでは、ライド（乗車部）は4人乗りになっており、ライドは一旦乗車位置まで運ばれ、乗客を乗せると後方に移動してから、リフトタワーの最上部まで運ばれる。 そこから、ライドが前方にスライドして、落下トラック上にセットされる。ライドは数秒後にリリースされる。ライドは垂直に落下して、タワー下部の円軌道で向きを変え水平軌道（ブレーキラン）に入る。このとき乗客は寝た状態（空に直面している）になり、ブレーキランを進みながら減速し、終端近くに停止する。その後、ライドは45度まで起きて後方に移動しながらブレーキランの下にスライドし、乗車位置まで下がって停止する。落下の瞬間は無重力、円軌道の部分では約5Gもの加速度が発生する為、宇宙飛行士の訓練に使われたという話がある。
第二世代のフリーフォール（ドロップ・タワー）は、鉄塔の周囲にライドが設置され、タワーの上部までウィンチによって引き上げられる。ライドが最上部に到達して数秒後にロックが解除される。リリースされたライドは軌道に沿って垂直落下し、渦電流ブレーキで減速され、乗車位置まで停止する。同時期に登場したものには、カウントダウン直後に最上部まで一気に打ち上げられ、上昇と落下を繰り返す「スペースショット」や、最上部から機械的に強制落下をしマイナスGを味わえる「ターボドロップ」も登場している。

## 事故
イリノイ州
1984年、イリノイ州、ガーニーのテーマパークであるシックス・フラッグス・グレート・アメリカで「エッジ」と呼ばれたフリーフォールで事故が発生した 。支持ケーブルが切れた際に、アンチ・ロールバック機構はライドがタワーから急落するのを止めることができなかった。 しかしながら、別のライドの上に落下することはなかったため、死亡者はなく、4人の10代の乗客は、地元の病院で治療をしただけで済んだ。 同種の事故の再発防止のため、インタミンは、アンチ・ロールバック機構の数を倍増するとともに、前のライドがタワーからの降下を完了するまで、次のライドがエレベーターシャフトに入れないようプログラミングを変更した。この変更により、若干乗車効率が下がることとなった。
「エッジ」は、改修された後に再オープンしたが、事故の汚名により乗客数が伸び悩み、翌年には閉鎖され、ロードアイランド州のロッキーポイント・アミューズメントパークに移転された。その後、オハイオ州のギィウーガ・レイク遊園地に移転され、2006年に解体された。部品は、オハイオ州のシダーポイント（テーマパーク）に送られ、同所の「デーモン・ドロップ」と呼ばれるフリーフォールを維持するために使用された。
ケンタッキー州
1995年、ケンタッキー州ルイビルのケンタッキー・キングダムに「Hellevator」と呼ばれるインタミン第二世代のフリーフォールの第一号が設置された。2007年には、「スーパーマン：タワー・オブ・パワー」とリネームされたが、ケーブル破損により女児の足を切断する事故が発生し、2008年に解体された。

## 人気の低下
シックス・フラッグス・セントルイスの「スーパーマン：タワー・オブ・パワー」はケンタッキーで事故を起こしたものを移転したものではなく、ヒューストンのシックス・フラッグス・アストロワールドが閉鎖した後に移転したものである。
1996年、 パラマウント・グレート・アメリカが第二世代となるジャイアントドロップ「ドロップゾーン・スタントタワー」を設置した。それは1995年シーズン終了後に撤去された第一世代のフリーフォールの約2倍の大きさだった。2008年にグレート・アメリカはドロップゾーンの名前を「ドロップタワー」に変更した。
90年代後半になると、初期型のフリーフォールは、より大きく多人数が乗れる後継機種に置換されていった。後継機には、インタミンの「ジャイアントドロップ」（第二世代）、「ジャイロドロップ」（第三世代）や、S&S Powerの圧縮空気を利用したタワーの等が含まれる。
2023年現在、現存する第一世代のフリーフォールはドーニーパーク&ワイルドウォーターキングダム、ブラジルのBeto Carrero World、イタリアのMovie Studios Park、日本のルスツリゾート、ナガシマスパーランドのものだけである。2006年12月には、シックスフラッグス・グレート・アドベンチャーとシックス・フラッグス・オーバー・ジョージアは、それぞれ第一世代のフリーフォールを解体した。2007年9月には、 シックスフラッグス・オーバー・テキサスが第一世代のフリーフォールを解体することを発表した。2008年2月にはシックス・フラッグス・マジックマウンテンで第一世代のフリーフォールが解体されているところが目撃されている。
2004年、スコットランドのラウドン城のテーマパークでインタミンのフリーフォール設置が計画されたが、許可が降りるのに時間がかかりすぎたため、2005年シーズンに向けて新しいアトラクションをオープンするためフリーフォールの機器を売却した。皮肉なことに、2007年に新たに導入されたのは、S&S Powerのダブルショットタワードロップであった。
2009年シーズンの終わりには、 シダーポイントは第一世代のフリーフォール「デーモン・ドロップ」を撤去した。
2019年5月6日、東京サマーランドは第一世代のフリーフォールの営業を終了した。
2022年未明、姫路セントラルパークにあった第一世代のフリーフォールの営業を終了した。